# Agustín Sánchez Rodrigo
Agustín Sánchez Rodrigo, hijo de Agustín Sánchez Mateos y de Rita Rodrigo Recuero, nació en Serradilla el 19 de diciembre de 1870 y falleció en Madrid en febrero de 1933

## Primeros años
En 1883, cuando contaba con 12 años, abandona la escuela y marcha a vivir con su tío Bernardino Sánchez Mateos un poeta romántico que floreció en el segundo tercio del siglo XIX. Sus poesías, hasta entonces inéditas, fueron publicadas en El cronista entre los años 1917-1919, y que en 1923 fueron recopiladas por su sobrino y publicadas en el libro "Poesías".
Bernardino Sánchez había traducido a Tasso y a Virgilio. Aunque hombre de leyes no se dedicó a la abogacía ni a la política, pero en 1881 fue nombrado vicepresidente de la Diputación Provincial de Cáceres, redactando el Reglamento de dicha Corporación, y donde se consumió en organizar el archivo y la biblioteca, atestada por aquella época de libros y papeles procedentes de los conventos desamortizados, donde hubo de recibir la biblioteca prioral del Monasterio de Guadalupe
Bernardino Sánchez fallece en 1884, no conociendo la situación de desastre, pero de él, su sobrino Agustín Sánchez recibió su legado cultural. Su biblioteca, y aunque Agustín se inicia en el oficio de comerciante en 1886, resultándole ruinoso oficio, instala a una librería en la calle de los Curas n.º 2 (hoy calle de Agustín Sánchez Rodrigo), en un pueblo inculto en general, lo que la hace totalmente infructuosa, alternándola con otros negocios.

## Juventud
Agustín Sánchez percibía los cambios de la sociedad española tras la Restauración Monárquica en 1875, y contribuyó a ellos. En 1888, cuando contaba con solo 18 años, funda en Serradilla la primera Sociedad Cultural que se conoce "La amistad", junto con un grupo de jóvenes serradillanos culturalmente inquietos, entre los que destacaban Liberato Alonso, Heliodoro Vega o Quintín Polo, cuyo objeto era:
- 1º.- Conservar y formalizar la amistad... con el fin de caminar de común acuerdo en cualquier cuestión que se suscite.
- 2.-Atender... el fomento de nuestra ilustración.
- 3.- Disponer y organizar expansiones propias de nuestra edad y culturales, como son las comedias.

Pero esta sociedad no se agotó en las comedias. El 1 de diciembre de 1 889 fundan un periódico titulado "Ruptura de relaciones" donde se publica el primer capítulo del folletón en el que se sacaban a la luz las lacras de los más respetables del lugar y contenía, además, trabajos en prosa y verso, donde Agustín escribe el primer artículo de su vida. Solo apareció el primer número, pues a los redactores les faltó valor para continuar, pero nació una actitud social crítica, representativa de lo que había de ser su dilatada andadura posterior.
Se libró del servicio militar por el injusto, privilegiado y discriminatorio sistema de Sustitución en suerte mediante el pago de una cantidad de dinero a su sustituto. Ezequiel Estebe, pero ello contribuyó a que un año después, el 5 de agosto de 1 890, se crease otro periódico, un semanario liberal que trataba de todo, intitulado El Abanico, que se leía solemne y públicamente en la escuela. Al año siguiente de la suspensión hubo intentos de ponerlo de nuevo en marcha y en 1893 apareció una segunda época de El Abanico pero falló el entusiasmo de los redactores y el resurgimiento apenas duró.
Este grupo de jóvenes intelectuales había conseguido despertar del letargo a los lugareños, interesarlos por la cultura en general. Posteriormente fueron apareciendo sucesivamente otras revistas o folletos, más o menos caseros, y así llegamos a 1898, año en que el movimiento cultural y periodístico había sentado sólidas bases en Serradilla, desarrollándose en el primer tercio del siglo XX.

## Actividades
En 1893 había entrado a formar parte, como socio fundador, del casino de la Unión Serradillana, y en agosto de 1900 también es socio del recién fundado Círculo Fomento Agrícola, en el que sen refunden los socios del anterior. dirigido a formar a los serradillanos en conocimientos agrícolas, a través de la lectura o las conferencias para quienes no supieran leer.
Pero había de ser en su andadura posterior cuando vemos al hombre del 98, a un hombre regeneracionista, palabra tan en boga a fines del siglo XIX y principios del XX. Había que cambiar lo existente mediante un impulso vital, tanto en lo cultural como en lo económico, y él fue el hombre activo e incentivador del cambio social serradillano.

## La primera imprenta
Con el ánimo de divulgar y editar el método Rayas, ideado por el maestro Ángel Rodríguez Álvarez, funda su imprenta en 1905; la sexta imprenta en la historia de la prensa cacereña; obteniendo el método, ese mismo año, su reconocimiento cuando por Real Orden de 8 de junio fue declarado útil para la enseñanza. Desde dicha imprenta, en 1910, funda y dirige "El Tábano", periódico, o más bien programa de teatro, en el que Santos Ladehesa colabora, con el que practica en sus inicios como editor. Su actividad editorial posterior sería enorme.
Escribe y autopublica el libro "Un año de vida serradillana", con imágenes y recuerdos retrospectivos de su periodo escolar 1876-1882. Contiene este libro algunas nociones de crítica, pero básicamente es un libro costumbrista, más apropiado al carácter literario de una persona que influyó en su vida, su tío Bernardino Sánchez Mateos.

## El Cronista
En 1916 funda el periódico quincenal El cronista, elemento esencial para conocer la Serradilla de la época y verdadera carta de presentación de Agustín Sánchez hacia importantes figuras de la cultura nacional. El periódico inicia su andadura el 5 de enero de 1916, desapareciendo 16 años después con la publicación, el 20 de diciembre de 1932 del número 407. Como hombre interesado en la cultura, le añade un suplemento de "educación y Enseñanza" a partir del 20 de agosto de 1918, suspendido el 20 de mayo de 1919 y reanudándolo el 5 de septiembre de 1920, para desaparecer definitivamente el 5 de julio de 1921.
El periódico nació con un espíritu eminentemente local, pero llegó a tener una difusión provincial y nacional, con multitud de suscriptores. Fue un gran documento de análisis de la realidad social y en páginas se reunían las fuerzas sociales más reivindicativas de Serradilla. Aunque se mantuvo al margen del juego de la política, bien por esta o bien por el ya precario estado de salud de Agustín, con la llegada de la República a finales de 1931, perdió su fuerza reivindicativa, dejando sentadas las bases de un libro sobre el Folklore Serradillano.
Fue una persona culta y docta, historiador, ecologista y humanista, lo que demostró en su larga trayectoria. La reivindicación, la crítica constructiva y la incentivación de la cultura en general fueron sus grandes campos de batalla. Enseñanza, escuela e instituciones benéficas anejas, historia y arqueología, comunicaciones, regionalismo, aguas e higiene, agricultura, Parques Naturales, biblioteca, archivos, museos, pobreza y caridad, sindicatos, correos, teléfono y un sinfín más de aspectos de gran interés para los serradillanos y su entorno, serían sus especiales temas de debate.
Trato directamente con importantes figuras como Fidel Pita (Director de la Real Academia de Historia) José Cascales Muñoz, Mélida, Rodríguez Marín (Director de la Biblioteca Nacional), figuras de brillantes carreras frente a las que sentía complejo de inferioridad, a pesar de su acreditada valía.
Admirador de  Menéndez Pelayo, Gabriel y Galán y de todo aquel que demostrase interés por la cultura, fomentó cuantas propuestas consideraba justas. En 1921 inicia campaña junto a su hijo Luis Sánchez Rodrigo (Carlos Neti), Celestino Vega o José María Vecino, por el homenaje y monumento a Gabriel y Galán.
Viudo en 1914 y profundamente concienciado de la valía de la instrucción del pueblo en general, tuvo un hijo que cursó estudios en magisterio, privilegio que le correspondió a su hijo mayor, Luis mientras que sus otros dos hijos varones, Juan y Sixto, le ayudaron y continuaron con su labor en la imprenta. Nuestro hombre falleció en Madrid en febrero de 1933.
En su vida destacó por ser un hombre inconformista y reivindicativo que intentó cambiar la mentalidad de un pueblo. Fue, en palabras de Unamuno, "un teórico, soñador o idealista, por no enfocar las altas cuestiones desde el bajo punto de mira de los intereses personales, locales y regionales, un hombre distinto a los de su época, un verdadero regeneracionista en el que se fundieron las inquietudes de los polifacéticos hombres renacentistas y la frenética actividad de un hombre de empresa de nuestro tiempo. Ahora bien, su mérito no solo debe circunscribirse a su obra; su valoración hay que verla en el contexto sociocultural y económico de la época, con todo cuanto de carencia, desconocimiento, incomprensión y conformismo estaba impregnada.